# I. liga 1983-1984
L'edizione 1983/84 del campionato cecoslovacco di calcio vide la vittoria finale dello Sparta ČKD Praga, che conquista il suo dodicesimo titolo.
Capocannoniere del torneo fu Werner Lička del Baník Ostrava OKD con 20 reti.

## Classifica finale
|    | Classifica                        | G  | V  | N  | P  | GF | GS | DR  | Pti |
| -- | --------------------------------- | -- | -- | -- | -- | -- | -- | --- | --- |
| 1  | Sparta ČKD Praga                  | 30 | 20 | 6  | 4  | 58 | 24 | +34 | 46  |
| 2  | Dukla Praga                       | 30 | 19 | 6  | 5  | 48 | 23 | +25 | 44  |
| 3  | Bohemians ČKD Praga               | 30 | 16 | 8  | 6  | 48 | 26 | +22 | 40  |
| 4  | Dukla B.B.                        | 30 | 16 | 5  | 9  | 49 | 31 | +18 | 37  |
| 5  | Baník Ostrava OKD                 | 30 | 14 | 7  | 9  | 45 | 28 | +17 | 35  |
| 6  | Internacionál Slovnaft Bratislava | 30 | 9  | 11 | 10 | 36 | 36 | 0   | 29  |
| 7  | Spartak TAZ Trnava                | 30 | 11 | 7  | 12 | 43 | 50 | -7  | 29  |
| 8  | Lokomotíva Košice                 | 30 | 11 | 5  | 14 | 43 | 39 | +4  | 27  |
| 9  | Slovan CHZJD Bratislava           | 30 | 8  | 11 | 11 | 45 | 46 | -1  | 27  |
| 10 | Vítkovice                         | 30 | 10 | 7  | 13 | 36 | 45 | -9  | 27  |
| 11 | RH Cheb                           | 30 | 10 | 6  | 14 | 37 | 43 | -6  | 26  |
| 12 | Slavia Praga                      | 30 | 11 | 4  | 15 | 40 | 57 | -17 | 26  |
| 13 | ZVL Žilina                        | 30 | 9  | 7  | 14 | 26 | 43 | -17 | 25  |
| 14 | Tatran Prešov                     | 30 | 8  | 7  | 15 | 25 | 44 | -19 | 23  |
| 15 | Sklo Union Teplice                | 30 | 5  | 10 | 15 | 29 | 51 | -22 | 20  |
| 16 | Plastika Nitra                    | 30 | 6  | 7  | 17 | 31 | 53 | -22 | 19  |

## Verdetti
- Sparta ČKD Praga Campione di Cecoslovacchia 1983/84.
- Sparta ČKD Praga ammessa alla Coppa dei Campioni 1984-1985.
- Dukla Praga e Bohemians ČKD Praha ammesse alla Coppa UEFA 1984-1985.
- Sklo Union Teplice e Plastika Nitra retrocesse.